# Flagey-Echézeaux
Flagey-Echézeaux is een gemeente in het Franse departement Côte-d'Or (regio Bourgogne-Franche-Comté) en telt 494 inwoners (1999). De plaats maakt deel uit van het arrondissement Beaune.

## Geografie
De oppervlakte van Flagey-Echézeaux bedraagt 8,0 km², de bevolkingsdichtheid is 61,8 inwoners per km².
De onderstaande kaart toont de ligging van Flagey-Echézeaux met de belangrijkste infrastructuur en aangrenzende gemeenten.

## Demografie
Onderstaande figuur toont het verloop van het inwonertal (bron: INSEE-tellingen).